# ドンソンドラム
ドンソンドラム(Dong_Son_drum、ベトナム語: Trống đồng Đông Sơn, lit. 「ドンソンのブロンズドラム」; Heger Type I ドラムとも呼ばれる)は、紅河デルタに存在したドンソン文化によって作成された古代のブロンズドラムの一種。 
ドンソンドラムは、紀元前 600 年頃またはそれ以前から紀元 3 世紀まで製造されていた。 
それらは古代の金属加工の文化の最も驚くべき例の1つであり、 ロストワックス鋳造法を使用してブロンズで鋳造されたドラムは、高さ1メートル、重さ100キログラム (220ポンド) にもなる。 
ドンソンドラムは楽器であると同時に崇拝の対象でもあった。
幾何学模様や、日常生活、農業、戦争、動物や鳥、船などで飾られている。 後者は、太鼓が作られた文化にとって交易の重要性をほのめかしており、太鼓自体が交易や家宝の対象となった。 
このドンソンドラムは、インドネシア東部からベトナム、中国南部の一部にかけて、200 以上が発見されている。
ドンソンドラムの表面の展示は、ベトナムの多くの文化機関で描かれることが多く、ベトナムの ASEAN 首脳会議の際にベトナム議会事務所で展示されたものもある。

## 歴史
古代の歴史によると、ドンソンドラムは石本と後漢の書で最初に言及されており、馬元が膠志のLạcViệtから押収したドンソンドラムを溶かして青銅の馬を作ったと述べている。
青銅の太鼓は、古代ベトナムでカルトの対象として崇拝されていた。 
発掘された青銅の太鼓は、ドンコーン寺院やカオ ソン寺院などのいくつかの寺院で Thần Đồng Cổ (青銅の太鼓の神) として崇拝されていた。 Ngoc Lu ドラムは 1893 年にハナム省で発見された。 
1924年、ベトナムのタインホア省ドンソン村でドンソンドラムと青銅器が発掘された。
1902 年に 165 個の大きなブロンズ ドラムのコレクションが F. Heger によって出版され、Heger はそれらを 4 つのタイプに分類した。
ハイアム、チャールズ（1996）。 東南アジアの青銅器時代。 ケンブリッジ世界考古学. ISBN 0-521-56505-7。 
中国の考古学者は、ヘーゲル 1 世の太鼓をドンソン太鼓や典太鼓を含む、より大きくて重い越太鼓に分類し、8つのサブタイプに分類した。
ニューギニアでのドンソン太鼓の発見は、この地域とジャワと中国の社会との間の少なくとも過去千年にわたる交易関係の証拠と見なされている。

## 外観
ドラムは左右対称の外観で、次の 3 つの部分で構成されている。
・バレル（上半身）
・頭（上の部分）
・脚（下の部分）
太鼓の文様は写実的な様式で、高床式の家屋、踊る人々、米をたたく人々、太鼓をたたき、船を漕ぐ人々、そして動物や鳥が描かれている。 シーンは古代ベトナムの日常生活を描写し、芸術的才能と精神を反映している。 太鼓は、雨乞いなどの祭事や五穀豊穣、結婚式や葬式などの儀式、軍の指揮などで楽器として使われた。 それらは葬式の品としても使用され、部族の指導者の力の象徴でもあった。

## 分類
ドンソン文化のヘーゲル太鼓は、1990 年にベトナムの学者ファム フイ トンによって分類され、5 つのグループに分類された。 最も初期のグループ A は、大きくて複雑な装飾が施された太鼓のセットで構成されている。 グループ B は小さなドラムで構成されており、ほとんどの場合、鼓膜とマントルのデザインのキー モチーフとして飛行中の水鳥のグループが描かれている。 グループ C は、飛行中の水鳥の別のパネル内に配置された羽毛の戦士の列で構成された鼓膜の中央パネルを持っている。 鼓膜の縁にはヒキガエルが並んでおり、外套はボートを含むパターンまたは幾何学模様で装飾されていた。

### ゴックル太鼓
ゴックル太鼓は、ドンソン太鼓の中で最も重要な太鼓と見なされている。 太鼓は、1893 年に計画された遠征ではなく、ハノイの南東にあるハナム省で偶然発見された。 ドンソンの他のほとんどのドラムとは対照的に、ドラムヘッドには、幾何学的または円形のパターンのバンドが交互に配置された動物または人間を描いた 3 つの同心円状のパネルが付いている。 最も内側のパネルは、太鼓自体が関与する儀式を行っていると思われる人間の写真で飾られているため、自己言及的な描写のよう。 他の楽器や稲作と収穫の活動も示されている。 外側の 2 枚のパネルには、鹿、サイチョウ、ツル白鷺の図柄が描かれている 。

### ホアンハドラム
ホアンハドラムは、有名なドンソン ドラム。 1937 年にホアビン省のホアンハ村の近くで発見された。外側のパネルにはツル白鷺が描かれ、内側のパネルにはドンソンドラムの中で最も有名なゴック ルー ドラムに描かれているものと同様の行列が描かれている。  それは、4 羽の男性がリーで歩いて描かれていることを示している。

### クロア
クロアドラムは、Ngọc Lũ ドラムで説明されているものと同様の行列を示す注目すべき標本    である。 Ngọc Lũ ドラムとは対照的に、ドラムには槍を持った戦士が 2 人しかいない。 もう 1 つの違いは、パーカッショニストのアンサンブルが 3 人のドラマーで構成され、1 つのドラムが家の軒下に置かれていることである。 一方、脱穀工程では余分な人が描かれている。 その人は長い髪をしていて、ボウルに穀物をふるいにかけている。 打楽器アンサンブルも、ドラマーがすべて同期して太鼓を打っているわけではないという点で、異なって描かれている。 ドラマーのうちの 2 人は太鼓と接触している様子が描かれているが、他の 2 人のドラマーは警棒を上げた位置にある   。

### ソンダ
ソンダー太鼓は、19 世紀にハソンビンで発見された注目すべき標本である 。 ドラムは、Ngọc Lũ ドラムで説明されているものと同様の行列を示している。 この太鼓は、2 組ではなく、羽飾りをつけた 4 組の男性の行列を描いているという点で異なる。 また、各セットは 3 ～ 4 人で構成されており、誰も武装していない。 男性の姿勢は、軍事儀式ではなくダンスに参加していると解釈された。 この太鼓には、1組の人だけが脱穀している姿が描かれており、シンバル奏者はいません。 ただし、マントルのボートなどの一般的なモチーフはそのままである。

### その他
タインホア省の Quang Xuong 太鼓は別の標本であり、おそらく後世に由来すると考えられています。 ただし、ドラムが小さくなり、画像の解釈が難しくなる 。
ベトナム北部で見つかった大きな太鼓は一般的に少数派であった。ほとんどの太鼓は単純な装飾で人の表現が少ないため。 バントムドラムには、4 つの家と羽毛のある人間が 1 人またはカップルで立っている内側のパネルしかない。